# ニッツェ (ミサイル駆逐艦)
|          |                                                                                               |
| 艦歴     |                                                                                               |
| 発注     | 1998年3月6日                                                                                  |
| 起工     | 2002年9月20日                                                                                 |
| 進水     | 2004年4月3日                                                                                  |
| 就役     | 2005年3月5日                                                                                  |
| 退役     |                                                                                               |
| その後   | 就役中                                                                                        |
| 要目     |                                                                                               |
| 排水量   | 9,648 トン                                                                                    |
| 全長     | 155.3 m (509 ft 6in)                                                                          |
| 全幅     | 20.1 m (66 ft)                                                                                |
| 吃水     | 9.4 m (31 ft)                                                                                 |
| 機関     | COGAG方式                                                                                     |
| 機関     | LM 2500-30ガスタービンエンジン (27,000shp) ×4基                                               |
| 機関     | 可変ピッチプロペラ（5翔）×2軸                                                                 |
| 最大速   | 31ノット                                                                                      |
| 航続距離 | 4,400 海里（20ノット時）                                                                      |
| 乗員     | 士官、兵員 380名                                                                              |
| 兵装     | Mk.45 mod.4 5インチ単装砲 ×1基                                                                |
| 兵装     | Mk.38 25mm単装機関砲 ×2基                                                                     |
| 兵装     | Mk.15 20mmCIWS×1基                                                                            |
| 兵装     | M2 12.7mm機銃 ×4挺                                                                            |
| 兵装     | Mk.41 mod.15 VLS ×96セル - SM-2MR SAM - ESSM 短SAM - VLA SUM - トマホーク SLCM などを発射可能 |
| 兵装     | Mk.32 3連装短魚雷発射管×2基                                                                   |
| 艦載機   | MH-60R×2機搭載可能                                                                            |
| C4ISTAR  | AWS B/L 7 (Mk.99 GMFCS×3基)                                                                   |
| C4ISTAR  | AN/SQQ-89A(V)15                                                                               |
| センサ   | AN/SPY-1D(V) 多機能レーダー×4面                                                               |
| センサ   | AN/SPS-67 対水上レーダー×1基                                                                  |
| センサ   | AN/SQS-53C(V)1艦首装備ソナー                                                                  |
| 電子戦   | AN/SLQ-32(V)3 ESM/ECM装置                                                                     |
| 電子戦   | Mk 36 SRBOC デコイ発射機                                                                      |
| モットー | One Team, One Fight                                                                           |

ニッツェ (英語: USS Nitze, DDG-94) は、アメリカ海軍のミサイル駆逐艦。アーレイ・バーク級ミサイル駆逐艦の44番艦。艦名はレーガン政権で軍事顧問を務めた元海軍長官ポール・ニッツェに因む。

## 艦歴
ニッツェの建造契約は1998年3月6日にメイン州バスのバス鉄工所に発注された。2002年9月20日に起工し、2004年4月3日にエリザベス「Leezee」ポーター（ニッツェの妻）によって命名、進水した。
命名時にポール・ニッツェは97歳で存命中（2004年10月没）であり、ニッツェは命名時に生存中の人名が名付けられた数少ない艦艇の一隻となった。ニッツェは2005年3月5日にマイケル・A・ヘガーティ艦長の指揮下就役した。
艦は「Cold Warriors.」の愛称で知られるが、これはポール・ニッツェが冷戦時代に果たした役割からのものである。
2016年10月9日と12日にDDG-87 メイソンがイエメンの反政府武装組織フーシの支配地域内から相次いでミサイル攻撃されたことを受け、13日未明にイエメン内のフーシ支配地のレーダー拠点3箇所にトマホークで攻撃を加え、破壊した。